# Anolis luteosignifer
Anolis luteosignifer este o specie de șopârle din genul Anolis, familia Polychrotidae, descrisă de Garman 1888. Conform Catalogue of Life specia Anolis luteosignifer nu are subspecii cunoscute.